# Seven of Nine
Seven of Nine is een personage in de sciencefictionserie Star Trek: Voyager en Star Trek: Picard. De rol wordt gespeeld door de Amerikaanse actrice Jeri Ryan.
Seven of Nine werd als mens geboren. Haar oorspronkelijke naam is Annika Hansen. Annika en haar ouders waren de eerste mensen die geassimileerd werden door de Borg. Haar ouders, beiden wetenschapper, deden onderzoek naar de levenswijze van de Borg op het sterrenschip 'The Raven' en omdat ze niemand hadden om op Annika te passen namen ze haar mee op hun reis. Het schip werd echter door de Borg ontdekt en de passagiers werden geassimileerd, waarna Annika de aanduiding 'Seven of Nine Tertiary Adjunct of Unimatrix Zero One' kreeg.
Pas jaren later werd Seven of Nine ontdekt door kapitein Janeway, die besloot te proberen haar terug om te vormen tot mens. Hoewel de dokter 82% van haar Borg-implantaten verwijderde bleef ze nog een lange tijd denken en leven als een Borg. Ook weigerde ze haar oorspronkelijke naam terug aan te nemen en verkoos ze 'Seven' genoemd te worden.
Haar aanpassing aan het leven van Voyager was een traag en soms pijnlijk proces, maar Janeway bleef geloven in Seven als 'individu', wat uiteindelijk doorslaggevend was voor de ontwikkeling van Seven.